# Stavo pensando a te
Stavo pensando a te è un singolo del rapper italiano Fabri Fibra, pubblicato il 22 settembre 2017 come terzo estratto dal nono album in studio Fenomeno.

## Descrizione
Decima traccia dell'album, Stavo pensando a te è stata interamente prodotta da Big Fish e inizialmente pensata da quest'ultimo per il rapper Emis Killa, il quale ha declinato l'offerta in quanto non era nella fase compositiva in quel periodo.
Il testo, secondo quanto spiegato da Fabri Fibra stesso, descrive i sentimenti di quando si ricorda qualcosa che non torna più, bello o brutto che sia.

## Video musicale
Il video, reso disponibile in concomitanza con il lancio del singolo, è stato diretto da Andrea Giacomini e girato a Los Angeles.

## Classifiche
| Classifica (2018) | Posizione massima |
| ----------------- | ----------------- |
| Italia            | 7                 |

## Versione con Tiziano Ferro
Una nuova versione della canzone è stata realizzata insieme a Tiziano Ferro e presentata in anteprima il 17 dicembre 2017 nel corso di una nuova puntata di Che tempo che fa. Il singolo è stato reso disponibile a partire dalla mezzanotte del giorno seguente.

### Tracce
1. Stavo pensando a te (feat. Tiziano Ferro) – 4:25